# Desa Jabon (administrativ by i Indonesien, lat -7,49, long 112,46)
Desa Jabon är en administrativ by i Indonesien.   Den ligger i provinsen Jawa Timur, i den västra delen av landet, 600 km öster om huvudstaden Jakarta.